# Odontaster aucklandensis
Odontaster aucklandensis är en sjöstjärneart som beskrevs av McKnight 1973. Odontaster aucklandensis ingår i släktet Odontaster och familjen Odontasteridae.
Artens utbredningsområde är havet kring Nya Zeeland. Inga underarter finns listade i Catalogue of Life.